# 314 Rozalija
314 Rozalija (mednarodno ime je  314 Rosalia) je asteroid v glavnem asteroidnem pasu. 

## Odkritje
Asteroid je odkril francoski astronom Auguste Charlois ( 1864 – 1910) 1. septembra 1891 v Nici.. 

## Lastnosti
Asteroid Rozalija obkroži Sonce v 5,58 letih. Njegova tirnica ima izsrednost 0,183, nagnjena pa je za 12,572° proti ekliptiki. Njegov premer je 59,65 km .